# Fußballverein 1907 Engers
Fußballverein 1907 Engers é uma agremiação esportiva alemã, fundada a 10 de julho de 1907, sediada em Engers, na Renânia-Palatinado.

## História
O clube foi fundado em 1907 como FC Viktoria Engers, em 10 de julho, e mais tarde, no mesmo ano, foi acompanhado pelo Engers FC Roland. A agremiação recém-formada então se juntou ao clube de ginástica Turnverein 1879 Engers, em 1910. Os jogadores retomaram a independência como Fußballverein Engers, em 1916.
O time conseguiu seu primeiro êxito, em 1913, como campeão da divisão local, a C Bezirk Koblenz. Em 1919, o FV capturou o título da divisão B e depois ganhou a promoção à concorrente elite regional, em 1923. No início dos anos 1930 a equipe participou do jogo de qualificação para a Gauliga Mittelrhein, uma das dezesseis máximas divisões formadas, em 1933, a partir da reorganização do futebol alemão sob o domínio do Terceiro Reich, mas foi inicialmente sem sucesso, perdendo para o 1. FC Idar. Na temporada, 1941-1942, a Gauliga Mittelrhein tinha sido dividida em Gauliga Köln-Aachen e Gauliga Moselland. O Engers jogou no Ost Gruppe por três temporadas na parte inferior da tabela até que a divisão entrou em colapso no final da Segunda Guerra Mundial.
Imediatamente após a guerra, o time foi o primeiro no campeonato regional antes de avançar para a Oberliga Südwest-Nord (I), em 1949, na qual permaneceria até a temporada seguinte para terminar em último lugar, em 1953. O clube reapareceu na primeira divisão em uma única temporada, em 1955-1956, passando a maior parte dos anos 50 e início dos anos 60 na segunda Oberliga Südwest (II). Em 1963, a Bundesliga foi formada e as competições de futebol do país foram reestruturadas. O Engers falhou na tentativa de qualificação para se manter na segunda divisão e caiu para a Rheinland Amateurliga (III).
Em 1967, o Engers comemorou seu 60º aniversário com um segundo lugar, a participação na rodada de abertura do campeonato nacional amador, além de um avanço para a final da Renânia Pokal. Na temporada seguinte, o clube mergulharia até o fundo da tabela, sendo rebaixado. O time rapidamente se recuperou e jogou mais cinco temporadas na Rheinland Amateurliga na parte inferior da tabela antes de voltar a desaparecer.
Em 1981, o FV foi campeão da Kreisliga. Na temporada seguinte, terminou a Berzirksliga em segundo e venceu o play-off de promoção subseqüente para se deslocar à Landesliga Nord (VI), em 1983. Outra segunda colocação levou à participação da equipe para a rodada de promoção visando a Rheinland Verbandsliga (V), na qual perdeu para o Untermosel. Duas temporadas depois, o time se redimiu e acabou promovido.

## Títulos
- 2º Oberliga Südwest (II) Vice-campeão: 1955;
- Verbandsliga Rheinland (V) Campeão: 2002;
- Kreisliga Campeão: 1981;
- Bezirksliga Vice-campeão: 1983;
- Verbandsliga Rheinland Campeão: 2002;
- Finalista da Rheinland Pokal: 1967;

## Cronologia recente
| Temporada | Divisão                         | Posição |
| 1999–2000 | Landesliga Rheinland (VI)       | ↑       |
| 2000–01   | Verbandsliga Rheinland (V)      | 8º      |
| 2001–02   | Verbandsliga Rheinland          | 1º ↑    |
| 2002–03   | Oberliga Südwest (IV)           | 15º     |
| 2003–04   | Oberliga Südwest                | 11º     |
| 2004–05   | Oberliga Südwest                | 11º     |
| 2005–06   | Oberliga Südwest                | 12º     |
| 2006–07   | Oberliga Südwest                | 9º      |
| 2007–08   | Oberliga Südwest                | 18º ↓   |
| 2008–09   | Verbandsliga Rheinland (VI)     | 7º      |
| 2009–10   | Verbandsliga Rheinland          | 8º      |
| 2010–11   | Verbandsliga Rheinland          | 10º     |
| 2011–12   | Verbandsliga Rheinland          | 16º ↓   |
| 2012–13   | Bezirksliga Rheinland-Ost (VII) | º       |